# Vít Krejčí
Vít Krejčí (Praga, 19 de junio de 2000) es un jugador de baloncesto checo que pertenece a la plantilla de los Atlanta Hawks de la NBA. Con una altura de 2,03 metros, juega en la posición de escolta.

## Trayectoria deportiva

### Inicios
En 2014 se incorpora a la cantera del CAI Zaragoza, procedente de la cantera de Sokol Pisek, después de haber jugado con el equipo aragonés la Minicopa de 2014.

### Profesional

#### España
En la temporada 2016/17 debuta con el primer equipo en el Montakit Fuenlabrada-Tecnyconta Zaragoza de la Liga ACB. A los 16 años y 8 meses, el checo se convirtió en el segundo jugador más joven del club maño en esta competición, igualado con Sergi García y tan solo por detrás de Carlos Alocén.
En la temporada 2019-20 pasó a formar parte de la primera plantilla del Casademont Zaragoza.
A comienzos de la temporada 2020-21 sufrió una grave lesión de rodilla que le hizo perderse el resto de la temporada.

#### NBA
Pese a ello, fue seleccionado por los Washington Wizards en el draft de la NBA de 2020, siendo inmediatamente traspasado a los Oklahoma City Thunder.
El 28 de enero de 2021 firmó contrato con los Oklahoma City Blue, el filial de la NBA G League, mientras se recuperaba de la lesión de rodilla.
El 2 de septiembre de 2021 firmó un contrato multianual con los Thunder. Debutó en el primer encuentro de la temporada, el 20 de octubre de 2021 ante Utah Jazz, disputando tres minutos. El 10 de abril de 2022 consiguió su mejor anotación de la temporada, con 16 puntos ante Los Angeles Clippers.
Tras su primer año en Oklahoma, el 28 de septiembre de 2022 fue traspasado a Atlanta Hawks a cambio de Maurice Harkless.
Después de una temporada en Atlanta en la que disputó 29 encuentros, el 16 de agosto de 2023 fue cortado por los Hawks. El 14 de septiembre firmó con Minnesota Timberwolves, pero de nuevo fue cortado el 19 de octubre, antes del inicio de la temporada. Diez días después fue asignado a los Iowa Wolves de la G League. Pero el 22 de diciembre firma un contrato dual con los Atlanta Hawks.
En julio de 2024 renueva con los Hawks por cuatro temporadas y $10 millones.

### Selección nacional
En septiembre de 2022 disputó con el combinado absoluto checo el EuroBasket 2022, finalizando en decimosexta posición.

## Estadísticas de su carrera en la NBA

### Temporada regular
| Año     | Equipo        | PJ  | PT | MPP  | %TC  | %3P  | %TL  | RPP | APP | ROB | TPP | PPP |
| ------- | ------------- | --- | -- | ---- | ---- | ---- | ---- | --- | --- | --- | --- | --- |
| 2021-22 | Oklahoma City | 30  | 8  | 23.0 | .407 | .327 | .864 | 3.4 | 1.9 | .6  | .3  | 6.2 |
| 2022-23 | Atlanta       | 29  | 0  | 5.7  | .405 | .238 | .500 | .9  | .6  | .2  | .0  | 1.2 |
| 2023-24 | Atlanta       | 22  | 14 | 24.6 | .490 | .412 | .833 | 2.4 | 2.3 | .6  | .3  | 6.1 |
| 2024-25 | Atlanta       | 57  | 16 | 20.2 | .497 | .437 | .711 | 2.7 | 2.6 | .6  | .5  | 7.2 |
| Total   | Total         | 138 | 38 | 18.5 | .465 | .394 | .760 | 2.4 | 2.0 | .5  | .3  | 5.6 |